# Kristdemokrater för en Alternativ Europapolitik
Kristdemokrater för en Alternativ Europapolitik, KALE, är ett svenskt politiskt nätverk som samlar kristdemokrater som anser sig stå för mer EU-kritiska åsikter än partiet. Det bildades 1994.